# Mirjam Novak
Mirjam Elisabeth Novak (* 16. Januar 1981  in Nürnberg) ist eine Schauspielerin kroatisch-deutscher Herkunft.

## Leben
Im Jahr 2001 zog sie nach Los Angeles, um ihre Ausbildung am dortigen Lee Strasberg Theatre and Film Institute zu absolvieren und schloss diese 2004 ab. Danach kehrte sie nach Deutschland zurück und begann ein Studium an der Humboldt-Universität in Berlin, das sie 2009 mit dem Bachelor of Arts in Geschichte und Englisch abschloss.
In Deutschland war sie erstmals in der deutschen Fernsehserie 112 – Sie retten dein Leben (als Tara Zenner) und Aktenzeichen XY zu sehen. Die Filme Apology (als Judy), Bauhaus Broken Wings (als Ellen Schuster) und Der Bau (als Kellnerin) liefen auf internationalen Filmfestivals. Seit ihrer Rolle in Ron Howards Inferno ist Mirjam Novak vermehrt in internationalen Produktionen zu sehen. Unter anderem spielte sie Ron Howards Serie Mars (Nat Geo Channel, SKY), BBCs The Last Kingdom und CBCs X Company mit. Ende 2016 spielte sie unter der Regie von Michael Noer in der Neuverfilmung Papillon.
Mirjam E. Novak ist auch als Drehbuchautorin tätig. Ihre Kurzfilmreihe Auf der Suche nach Sallah, Regie Gero LangHeinrich, wurde auf einem regionalen bayerischen Sender gezeigt.
Im Mai 2009 war sie eine von 16 Finalisten von über 34.000 Bewerbern weltweit für den von Tourism Queensland ausgeschriebenen Wettbewerb um den Besten Job der Welt. Anschließend bereiste sie fast drei Monate lang Australien und bloggte über ihre Erfahrungen. Außerdem erschien sie in einer Reihe von Werbespots für Tourism Queensland und war für das Unternehmen als „Botschafterin“ in Deutschland tätig.

## Filmografie
- 2004: Evil Eyes
- 2004: Cotton Flowers
- 2006: Apology (Kurzfilm)
- 2006: Bauhaus Broken Wings (Kurzfilm)
- 2008: 112 – Sie retten dein Leben (Fernsehserie, eine Folge)
- 2009: Best Holiday
- 2011: Bielefeld – stirb stilvoll
- 2014: Kafkas Der Bau
- 2015: Inferno
- 2016: The Last Kingdom (Fernsehserie, eine Folge)
- 2016: Mars (Fernsehserie, zwei Folgen)
- 2016: X Company (Fernsehserie, eine Folge)
- 2017: Papillon
- 2018: Bad Spies (The Spy Who Dumped Me)
- 2019: Marie Curie – Elemente des Lebens (Radioactive)
- 2019: Ransom (Fernsehserie, eine Folge)
- 2020: Complete Strangers
- 2021: Honeysuckle
- 2022: Halo (Fernsehserie)
- 2022: Herzogpark (Miniserie)